# Scranton Aces
Gli Scranton Aces sono stati una franchigia di pallacanestro di Scranton, in Pennsylvania, attivi tra il 1914 e il 1978 nella ABL, nella EPBL, nella EBA e nella CBA.
Sono nati a Wilkes-Barre, in Pennsylvania e hanno mantenuto il nome Wilkes-Barre Barons per quasi tutta la loro esistenza. Nel 1976-77 hanno cominciato la stagione come Brooklyn Pros, per poi ritornare, a stagione in corso, a Wilkes-Barre.
Nel 1979-80 si sono trasferiti a Scranton, assumendo la denominazione di Pennsylvania Barons, cambiandola in Scranton Aces l'anno successivo.
Sono falliti al termine della stagione 1980-81.

## Stagioni
| Stagione | Lega | Denominazione                     | V  | P  | %    | Piazzamento | Play-off               |
| -------- | ---- | --------------------------------- | -- | -- | ---- | ----------- | ---------------------- |
| 1946-47  | EPBL | Wilkes-Barre Barons               | 22 | 5  | 81,5 | 1º          | Campioni               |
| 1947-48  | ABL  | Wilkes-Barre Barons               | 26 | 8  | 76,5 | 1º          | Campioni               |
| 1948-49  | ABL  | Wilkes-Barre Barons               | 29 | 12 | 70,7 | 1º          | Campioni               |
| 1949-50  | ABL  | Wilkes-Barre Barons               | 21 | 17 | 55,2 | 3º          | Semifinale ABL         |
| 1950-51  | ABL  | Wilkes-Barre Barons               | 28 | 11 | 71,8 | 2º          | non disputati          |
| 1951-52  | ABL  | Wilkes-Barre Barons               | 20 | 19 | 51,3 | 3º          | Campioni               |
| 1952-53  | ABL  | Wilkes-Barre Barons               | 20 | 11 | 64,5 | 2º          | Finale ABL             |
| 1953-54  |      | non disputata                     |    |    |      |             |                        |
| 1954-55  | EPBL | Wilkes-Barre Barons               | 18 | 12 | 60,0 | 2º          | Campioni               |
| 1955-56  | EPBL | Wilkes-Barre Barons               | 18 | 12 | 60,0 | 2º          | Campioni               |
| 1956-57  | EPBL | Wilkes-Barre Barons               | 11 | 18 | 37,9 | 5º          | -                      |
| 1957-58  | EPBL | Wilkes-Barre Barons               | 19 | 10 | 65,5 | 1º          | Campioni               |
| 1958-59  | EPBL | Wilkes-Barre Barons               | 19 | 9  | 67,9 | 2º          | Campioni               |
| 1959-60  | EPBL | Wilkes-Barre Barons               | 10 | 18 | 35,7 | 6º          | -                      |
| 1960-61  | EPBL | Wilkes-Barre Barons               | 13 | 15 | 46,4 | 5º          | -                      |
| 1961-62  | EPBL | Wilkes-Barre Barons               | 13 | 15 | 46,4 | 5º          | -                      |
| 1962-63  | EPBL | Wilkes-Barre Barons               | 15 | 13 | 53,6 | 3º          | Finale EPBL            |
| 1963-64  | EPBL | Wilkes-Barre Barons               | 10 | 18 | 35,7 | 5º          | -                      |
| 1964-65  | EPBL | Wilkes-Barre Barons               | 11 | 17 | 39,3 | 6º          | -                      |
| 1965-66  | EPBL | Wilkes-Barre Barons               | 19 | 9  | 67,9 | 1º          | Finale EPBL            |
| 1966-67  | EPBL | Wilkes-Barre Barons               | 14 | 13 | 51,9 | 4º          | Semifinale di division |
| 1967-68  | EPBL | Wilkes-Barre Barons               | 20 | 12 | 62,5 | 3º          | Finale EPBL            |
| 1968-69  | EPBL | Wilkes-Barre Barons               | 26 | 2  | 92,9 | 1º          | Campioni               |
| 1969-70  | EPBL | Wilkes-Barre Barons               | 13 | 14 | 48,1 | 5º          | -                      |
| 1970-71  | EBA  | Wilkes-Barre Barons               | 13 | 15 | 46,4 | 4º          | -                      |
| 1971-72  | EBA  | Wilkes-Barre Barons               | 11 | 19 | 36,7 | 6º          | -                      |
| 1972-73  | EBA  | Wilkes-Barre Barons               | 22 | 10 | 68,8 | 2º          | Campioni               |
| 1973-74  |      | falliti a stagione in corso       |    |    |      |             |                        |
| 1974-75  |      | non disputata                     |    |    |      |             |                        |
| 1975-76  | EBA  | Wilkes-Barre Barons               | 6  | 18 | 25,0 | 7º          | -                      |
| 1976-77  | EBA  | Brooklyn Pros/Wilkes-Barre Barons | 8  | 10 | 44,4 | 4º          | -                      |
| 1977-78  | EBA  | Wilkes-Barre Barons               | 23 | 8  | 74,2 | 2º          | Campioni               |
| 1978-79  | CBA  | Wilkes-Barre Barons               | 22 | 22 | 50,0 | 1º          | Semifinale CBA         |
| 1979-80  | CBA  | Pennsylvania Barons               | 14 | 17 | 45,2 | 2º          | Semifinale EBA         |
| 1980-81  | CBA  | Scranton Aces                     | 13 | 27 | 32,5 | 6º          | -                      |

## Palmarès
- Eastern Professional Basketball League: 6

1947, 1955, 1956, 1958, 1959, 1969
- American Basketball League: 3

1948, 1949, 1952
- Eastern Basketball Association: 2

1973, 1978